# Simon Callow

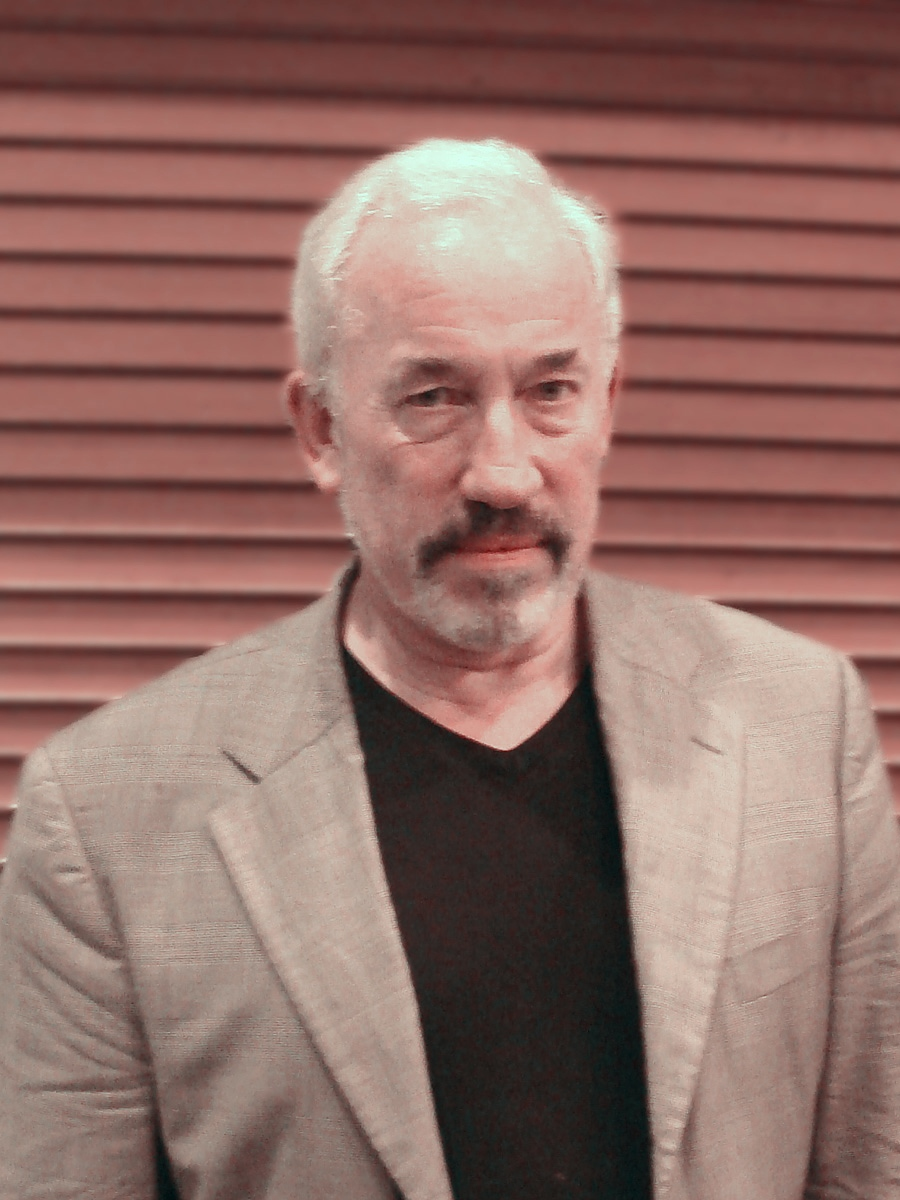
Simon Callow (2009)

Simon Phillip Hugh Callow, CBE (* 13. Juni 1949 in London, England) ist ein britischer Schauspieler, Regisseur und Autor.

## Leben und Werk
Callow studierte an der Queen’s University in Belfast. Ein Brief an den damaligen Theaterleiter Laurence Olivier führte dazu, dass dieser ihm eine erste Anstellung am Old Vic Theatre als Kassierer verschaffte. In dieser Umgebung entschied sich Callow bald für eine Laufbahn als Schauspieler und war zunächst als Bühnenschauspieler tätig. 1979 verkörperte er in der Uraufführung von Peter Shaffers Drama Amadeus die Titelrolle des Wolfgang Amadeus Mozart. Eine seiner ersten Filmrollen hatte er fünf Jahre später in Miloš Formans preisgekrönter Verfilmung Amadeus, in dieser verkörperte er allerdings mit Emanuel Schikaneder eine andere Figur.
Ab 1985 trat Callow in mehreren Spielfilmen unter Regie von James Ivory auf, beginnend mit der Rolle des Reverend Beebe in der oscarprämierten Literaturverfilmung Zimmer mit Aussicht an der Seite von Maggie Smith, Daniel Day-Lewis und Helena Bonham Carter. Zimmer mit Aussicht basiert auf einem Roman von E. M. Forster, und auch in Ivorys beiden weiteren Forster-Verfilmungen Maurice (1987) und Wiedersehen in Howards End (1992) übernahm Callow kleinere Auftritte. In der weltweit erfolgreichen Liebeskomödie Vier Hochzeiten und ein Todesfall spielte er im Jahr 1994 neben Hugh Grant den schwulen Intellektuellen Gareth. Für diese Rolle wurde Callow wie bereits zuvor für Zimmer mit Aussicht für den BAFTA Award  in der Bester Nebendarsteller nominiert. 1998 verkörperte er in Shakespeare in Love den britischen Höfling Edmund Tilney, 2004 den Andre in der Verfilmung von Das Phantom der Oper.
Im Fernsehen trat er 1984 in der britischen Sitcom Chance in a Million in der Hauptrolle des Tom Chance auf, der immer wieder in aberwitzige Situationen gerät. In der Fantasyserie Outlander war er zwischen 2014 und 2016 in einer wiederkehrenden Rolle als Duke of Sandringham zu sehen. Als Gaststar wirkte er an bekannten britischen Serien wie Doctor Who, Inspector Barnaby und Agatha Christie’s Poirot mit. Bis heute ist er, meist als profilierter Nebendarsteller, in vielen britischen Film- und Fernsehproduktionen zu sehen.
1991 drehte er mit Die Ballade vom traurigen Café seinen bisher einzigen Film als Regisseur. Der Film nahm am Wettbewerb der Berlinale 1991 teil. Daneben hat er bei zahlreichen Theaterstücken am Londoner West End sowie auch bei einigen Opernproduktionen bereits Regie geführt.
Callow betätigt sich seit den 1980er-Jahren zusätzlich als Autor und verfasste unter anderem biografische Werke über Oscar Wilde, Charles Laughton, Orson Welles und Charles Dickens. Er schreibt auch als thematischer Kolumnist der britischen Tageszeitung The Guardian.
Im Jahr 1999 wurde Callow mit dem Order of the British Empire ausgezeichnet. 2016 heiratete Callow auf Mykonos seinen Lebensgefährten Sebastian Fox.

## Filmografie (Auswahl)
- 1976: Die Füchse (The Sweeney; Fernsehserie, 1 Folge)
- 1984: Amadeus
- 1984: Agentin mit Herz (Scarecrow and Mrs. King; Fernsehserie, 1 Folge)
- 1985: Zimmer mit Aussicht (A Room with a View)
- 1987: Maurice
- 1987: Inspektor Morse, Mordkommission Oxford (Inspector Morse; Fernsehserie, 1 Folge)
- 1990: Mr. & Mrs. Bridge
- 1990: Grüße aus Hollywood (Postcards from the Edge)
- 1992: Wiedersehen in Howards End (Howards End)
- 1992: Nonstop nach Glasgow (Soft Top Hard Sholder)
- 1994: Vier Hochzeiten und ein Todesfall (Four Weddings and a Funeral)
- 1994: Street Fighter – Die entscheidende Schlacht (Street Fighter: The Movie)
- 1995: Jefferson in Paris
- 1995: Ace Ventura – Jetzt wird’s wild (Ace Ventura: When Nature Calls)
- 1996: James und der Riesenpfirsich (James and the Giant Peach) (Sprechrolle)
- 1998: Kreuz und Queer (Bedrooms and Hallways)
- 1998: Shakespeare in Love
- 2001: No Man’s Land (Ničija zemlja)
- 2002: Thunderpants
- 2004: Das Phantom der Oper (The Phantom of the Opera)
- 2004: Agatha Christie’s Marple (Fernsehserie, Folge 1x01 Die Tote in der Bibliothek)
- 2005: Bob der Butler (Bob the Butler)
- 2005: Doctor Who (Fernsehserie, Folge Die rastlosen Toten)
- 2005: Ein Trauzeuge zum Verlieben (The Best Man)
- 2006: King Tut – Der Fluch des Pharao (The Curse of King Tut’s Tomb)
- 2006: Inspector Barnaby (Midsomer Murders; Fernsehserie, Folge 9x02 Die tote Königin, Dead Letters)
- 2007: Arn – Der Kreuzritter (Arn – Tempelriddaren)
- 2008: Chemical Wedding
- 2009: Lewis – Der Oxford Krimi (Lewis, Fernsehserie, Folge Ein letzter Blues)
- 2011: Late Bloomers
- 2011: Love’s Kitchen – Ein Dessert zum Verlieben (Love’s Kitchen)
- 2011: Ice – Der Tag, an dem die Welt erfriert (Ice) (Fernsehfilm)
- 2013: Agatha Christie’s Poirot (Fernsehserie, Folge 70: Die Arbeiten des Herkules)
- 2015–2016: Outlander (Fernsehserie, 5 Folgen)
- 2017: Der Stern von Indien (Viceroy’s House)
- 2017: Victoria & Abdul
- 2017: Hampstead Park – Aussicht auf Liebe (Hampstead)
- 2017: Charles Dickens: Der Mann, der Weihnachten erfand (The Man Who Invented Christmas)
- 2018: The Diamond Job (Blue Iguana)
- 2018: Death in Paradise (Death in Paradise; Fernsehserie, Folge 7x03 Die Kunst des Schreibens, Written in Murder)
- 2018: Inspector Barnaby (Midsomer Murders; Fernsehserie, Folge 19x06: Die verfluchte Neun, The Curse Of The Ninth)
- 2021: Hawkeye (Fernsehserie, Folge 1x01)
- 2021: Der fabelhafte Mr. Blunden (The Amazing Mr Blunden, Fernsehfilm)
- seit 2021: The Witcher (Fernsehserie)
- 2024: Winnie the Pooh: Blood and Honey 2

### Regie
- 1991: Die Ballade vom traurigen Café (The Ballad of the Sad Café)

## Theater
- 1986: The Infernal Machine (La Machine infernal) von Jean Cocteau; Regie; mit Lambert Wilson (Ödipus), Maggie Smith (Jocaste); Lyric Theatre, Hammersmith, London

## Werke
- Being an Actor. Methuen, London 1984, ISBN 0-413-52440-X.
- Charles Laughton, a Difficult Actor. Methuen, London 1987, ISBN 0-413-58770-3.
- mit Dušan Makavejev: Shooting the Actor, or, The Choreography of Confusion. N. Hern Book, London 1990, ISBN 1-85459-035-9.
- Acting in Restoration Comedy. Applause Theatre Books, New York City 1991, ISBN 1-55783-119-X.
- Orson Welles. Viking, New York 1996, ISBN 0-670-86722-5.
- The Night of the Hunter. BFI Pub., London 2000, ISBN 0-85170-822-6.
- Oscar Wilde and his Circle. National Portrait Gallery, London 2000, ISBN 1-85514-312-7.
- Dickens’ Christmas: a Victorian Celebration. Harry N. Abrams, New York 2003, ISBN 0-8109-4534-7.
- My Life in Pieces: an Alternative Autobiography. Nick Hern Books, London 2010, ISBN 978-1-84842-054-0.
- Charles Dickens and the Great Theatre of the World. Harper Press, London 2012, ISBN 978-0-00-744530-1.